# École supérieure de commerce d'Abidjan

## Historique
L'École supérieure de commerce d’Abidjan (ESCA) est une grande école de commerce fondée par l’État ivoirien en 1975 en partenariat avec HEC Paris. C’est une grande école publique, elle est de ce fait gérée et financée par l’état. L’ESCA depuis sa création est reconnue comme la source de l’élite ivoirienne.
C’est à la demande du Président Félix Houphouët-Boigny que le ministre de l’Enseignement technique de l’époque, Ange Barry Battesti, créa l’ESCA en 1975. L’objectif était d’y former les meilleurs élèves de la Côte d’Ivoire et d’Afrique pour qu’ils puissent assurer la relève et le développement de l’Afrique.
L’ESCA à sa création se situait à Abidjan à l’université Félix Houphouët-Boigny plus précisément sur l’actuel site de l’École nationale supérieure de statistique et d'économie appliquée (ENSEA). Depuis le 4 septembre 1996, l’ESCA a intégré l’Institut national polytechnique Félix Houphouët-Boigny (INP-HB) à Yamoussoukro par le décret 96-678.

## Formation
La formation dispensée s’articule autour des domaines suivants :
- Le marketing : (marketing international, marketing stratégique…) ;
- Le management : (stratégie et politique d’entreprise, environnement d’entreprise, leadership…) ;
- La finance : (audit, banque, finance d’entreprise, contrôle de gestion…).

L’ESCA dispense plus de 2 280 heures de cours pour la formation académique qui s’étend sur deux années académiques (ESCA 1 et ESCA 2).
Au terme de la deuxième année, un séjour linguistique est organisé dans une université. Ce séjour se tenait historiquement à l’université de Brighton en Angleterre toutefois, il est organisé depuis 2023 à l’Université de Stellenbosch, en Afrique du Sud.
La 3e année est une année académique est également celle du stage pré-emploi, qui est effectué dans les entreprises nationales et internationales les plus prestigieuses. 
Historiquement, les étudiants a bien également le choix entre une année professionnelle en entreprise ou une année académique effectuée soit à l'EDHEC de Lille (France) soit à l'Université de Brighton (Angleterre) dans le cadre d'un programme d'échange universitaire, bien que ces partenariats ne soient plus en vigueur.

## Insertion professionnelle
Un ESCA peut travailler dans ses domaines de formation mais ce qui fait la force du manager ESCA c’est sa capacité à s’adapter à toutes les tâches qu’on lui donne. Après sa formation, un diplômé ESCA peut occuper des postes stratégiques en entreprise. En effet, l’ESCA compte dans le rang de ses 1 000 diplômés, plus de 400 dans le Top Management. C’est l’une des rares écoles ayant un taux d’insertion professionnelle de 100 %.

## Admission
L’entrée à l’ESCA est très sélective. L’ESCA n’accueille que les meilleurs des classes préparatoires économique et commerciale option scientifique et les majors des cycles court gestion commerce et finance comptabilité de l’INP-HB.
Les détenteurs d’une Licence en économie et d’autres diplômes équivalents ont la possibilité d’intégrer l’ESCA s’ils s’illustrent parmi les meilleurs du concours d’entrée en cycle ingénieur de l’INP-HB (concours CAE).

## Associations
L’ESCA compte deux associations : la Senior ESCA, composée de diplômés et assurant l’étroite collaboration avec les étudiants et l’AE-ESCA (l’Association des Étudiants de l’ESCA) cadre idéal pour permettre à l’étudiant d’appliquer la théorie apprise en classe. La vie associative est très dynamique au sein de l’AE-ESCA. Cela permet aux étudiants d’acquérir des compétences indispensables en entreprise.

## Alumni notables
Au rang des plus de 1000 diplômés dont dispose la formation ESCA, certains ont bénéficié de parcours particulièrement remarquables autant localement qu’à l’international.
- Thierry TANOH, ex Ministre ivoirien du Pétrole, de l’Énergie et du Développement des Énergies renouvelables et Directeur Général d’Ecobank.
- Françoise REMARCK, Ministre ivoirienne de la Culture et de la Francophonie et ex-Directrice Générale de Canal + Afrique
- Mariame DAO GABALA, Sénatrice.
- Fofana BOUAKE, Ministre de l’Hydraulique, de l’Assainissement et de la Salubrité.  
- Bruno KONE, Ministre de la Construction, du Logement et de l’Urbanisme
- Charles KIÉ,  Président Directeur Général du Groupe Genesis, Co-fondateur et Directeur Général de New African Capital Partners (NACP) et de SBNA. Ex-  Directeur Général du groupe Banque Atlantique et Président Directeur Général pour l’Afrique de l’Ouest de Citigroup.
- Gilles ATAYI, Managing Partner du G&A Group.
- Drame HADY, Associé-Gérant de BDO Côte d’Ivoire.
- Didier N’GUESSAN, ex Associé-Gérant de PwC Côte d’Ivoire.